# Richard von Meyerinck (General)
Wilhelm Richard Moritz von Meyerinck (* 5. Dezember 1802 in Berlin; † 9. Mai 1885 ebenda) war ein preußischer Generalmajor und Kommandeur der 14. Kavallerie-Brigade.

## Leben

### Herkunft
Richard war der Sohn des preußischen Majors Friedrich von Meyerinck (1754–1813) und dessen Ehefrau Henriette, geborene von Pennavaire (1768–1804). Der Generalleutnant Dietrich Reichard von Meyerinck war sein Großvater.

### Leben
Meyerinck besuchte die Kadettenhäuser in Potsdam und Berlin und wurde am 9. Juli 1820 als Sekondeleutnant im 7. Kürassier-Regiment der Preußischen Armee angestellt. Am 10. Juli 1829 folgte seine Versetzung in das 8. Ulanen-Regiment. Dort fungierte er 1830/34 als Regimentsadjutant und avancierte zwischenzeitlich Mitte Juni 1832 zum Premierleutnant. Am 22. Mai 1835 wurde Meyerinck zur Dienstleistung als Adjutant der 14. Kavallerie-Brigade kommandiert. In gleicher Funktion war er ab dem 6. November 1841 bei der 14. Division tätig, bis Meyerinck am 7. April 1842 unter Belassung in seiner bisherigen Stellung als Rittmeister in die Adjutantur versetzt wurde. In den kommenden Jahren schlossen sich verschiedene Kommandierungen an. 1844/48 als Adjutant beim Generalkommando des VII. Armee-Korps, 1848/49 beim Generalkommando des IV. Armee-Korps und 1849/53 beim Chef des Generalstabes der Armee.
Um wieder mit dem Truppendienst vertraut zu werden, wurde Meyerinck im Januar 1853 zum 2. Garde-Ulanen-Regiment kommandiert und am 17. Februar 1853 zum Kommandeur des 12. Husaren-Regiments ernannt. Er stieg bis Mitte Juli 1855 zum Oberst auf, wurde am 21. Januar 1856 unter Stellung à la suite seines Regiments zum Kommandeur der 14. Kavallerie-Brigade in Trier ernannt und am 22. November 1858 zum Generalmajor befördert. Unter Verleihung des Sterns zum Roten Adlerordens II. Klasse mit Eichenlaub nahm Meyerinck am 13. April 1861 seinen Abschied mit Pension. Am 30. November 1861 wurde er dann mit Pension zur Disposition gestellt.
Er war Ehrenritter des Johanniterordens und verstarb am 9. Mai 1885 in Berlin.

### Familie
Meyerinck heiratete am 16. März 1831 in Trier Agnes Freiin von Kinsky und Tettau (1813–1875), die Tochter des Generalleutnants Franz Friedrich von Kinski und Tettau. Sie wurde am 23. Februar 1875 auf dem Dorotheenstädtischen Friedhof beigesetzt. Das Paar hatte mehrere Kinder:
- Marie Thekla (1832–1892)

⚭ 1855 Bernhard Brunnemann († 1869), preußischer Oberregierungsrat
⚭ 1874 Hermann Küntzel, Postrat
- Franziska Luise (* 1834) ⚭ 1852 Ludwig Boehm (1811–1869), Professor und Geheimer Medizinalrat in Berlin
- Adolf (*/† 1835)
- Anna Minette (1836–1913) ⚭ 1860 Alhard Freiherr von dem Bussche-Ippenburg genannt von Kessel (1835–1881), Landrat des Kreises Solingen, Sohn von Julius von dem Bussche-Ippenburg
- Elisabeth Charlotte (1837–1924) ⚭ 1857 Adolf Freiherr von Maltzahn, Graf von Plessen (1835–1909)[1]